# جان بوريدان

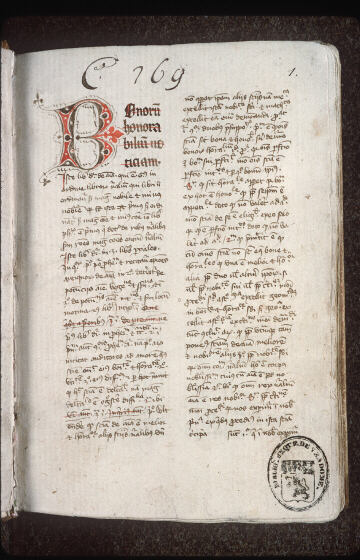
"معرض الأسئلة" في أرسطو من قبل بوريدانوس 1362؟.

جان بوريدان (باللاتينية: Johannes Buridanus) (ح. 1300 – بعد 1358) كان كاهناً فرنسياً نثر بذور ثورة كوبرنيكوس في أوروبا. وقد طور مفهوم قوة الدفع، الذي كان الخطوة الأولى نحو مفهوم القصور الذاتي المعاصر، والذي كان تطوراً هاماً في تاريخ علوم العصور الوسطى. وقد أشتهر أسمه بسبب تجربة فكرية تُعرف باسم حمار بوريدان (تجربة فكرية لا تظهر في كتاباته التي وصلتنا).
لجان بوريدان مؤلف رائع في الطبيعة النظرية ومما يؤسف له أنه اشتهر بفضل حماره فحسب ولعله لم يكن صاحبه.
وقد ولد بورديان قرب آراس قبل عام 1300 وتلقى علومه ثم درس في جامعة باريس. وهو لم يعلل دوران الأرض اليومي حول الشمس فحسب بل إنه أسقط من علم الفلك المعارف الملائكية التي نسب إليها أرسطو وأوكونياس مسار الأجرام السماوية وحركاتها وقال بورديان: «لا حاجة بنا بعد اليوم إلى تفسير حركاتها أكثر من أنها بدأت تتحرك أصلاً بإذن الله وبقانون قوة الدفع- أن أي جسم يتحرك يستمر في الحركة ما لم تمنعه قوة موجودة». وهنا كان لبوريدان فضل السبق على غاليليو وديكارت ونيوتن. واستطرد قائلاً إن حركة النجوم تحكمها نفس القوانين الآلية التي تتحكم في الأرض. وهذه الآراء التي تعد الآن رثة بالية كان لها أثر عظيم في هدم آراء الناس في العصور الوسطى. وهي تكاد تؤرخ لبداية الطبيعة الفلكية. ونقل تلاميذ بوريدان آراءه إلى ألمانيا وإيطاليا وتأثر بها ليوراند وكوبرنيكوس وبرنو وغاليليو ثم حملها ألبرت أمير ساكسونيا إلى الجامعة التي أنشأها في فيينا عام 1364 ونقلها مارسيليوس فون انجهن إلى الجامعة التي أسسها في هايدلبرج عام 1386.

## الهامش
1. ↑  "Buridan, Jean". Encyclopædia Britannica 11th edition (بالإنجليزية). 4: 824. 1911. QID:Q26218139.
2. ↑  Encyclopædia Britannica (بالإنجليزية), QID:Q5375741
3. ↑  "Review of The Copernican Revolution. Planetary Astronomy in the Development of Western Thought" en. مؤرشف من الأصل في 2020-04-01. اطلع عليه بتاريخ 2020-04-01. {{استشهاد ويب}}: الوسيط غير صالح |script-title=: بادئة مفقودة (مساعدة)
4. ↑  The Copernican Revolution: Planetary Astronomy in the Development of Western ... - Thomas S. Kuhn - Google Books نسخة محفوظة 13 ديسمبر 2013 على موقع واي باك مشين.

## وصلات خارجية
- جان بوريدان على موقع الموسوعة البريطانية (الإنجليزية)
- جان بوريدان على موقع إن إن دي بي (الإنجليزية)